# Nikita Lapin
Nikita Olegovich Lapin (tiếng Nga: Никита Олегович Лапин; sinh ngày 20 tháng 5 năm 1993) là một hậu vệ bóng đá người Nga. Anh thi đấu cho F.K. Khimki.

## Sự nghiệp câu lạc bộ
Anh có màn ra mắt tại Russian Second Division cho FC Zvezda Ryazan vào ngày 16 tháng 7 năm 2012 trong trận đấu với FC Podolye Podolsky district.